# Keskin
Keskin es un distrito de la provincia de Kırıkkale en la región de Anatolia Central de Turquía. En el censo turco de 2000, la población del distrito era de 59 150 habitantes, de los cuales 34 827 vivían en el centro de Keskin. Según los datos del sistema de registro de población oficial basado en direcciones en 2016, la población total del distrito es 17,789. A partir de 2021, la población del distrito ha disminuido a 15.659.

## notas
1. ↑  Turkish Statistical Institute. «Census 2000, Key statistics for urban areas of Turkey» (XLS) (en turkish). Archivado desde el original el 27 de septiembre de 2007. Consultado el 20 de marzo de 2008.
2. ↑  GeoHive. «Statistical information on Turkey's administrative units». Archivado desde el original el 19 de octubre de 2007. Consultado el 20 de marzo de 2008.
3. ↑  keskin.gov.tr http://keskin.gov.tr/nufus-durumu |url= sin título (ayuda). Consultado el 21 de septiembre de 2022.
4. ↑  «KESKİN NÜFUSU, KIRIKKALE». www.nufusune.com. Consultado el 21 de septiembre de 2022.